# 1993 AN
1993 AN är en asteroid i huvudbältet som upptäcktes den 13 januari 1993 av de båda japanska astronomerna Seiji Ueda och Hiroshi Kaneda i Kushiro.
Asteroiden har en diameter på ungefär 12 kilometer och den tillhör asteroidgruppen Themis.